# Ladislao Gencarelli
Ladislao Gencarelli né le 27 juin 1997, est un joueur argentin de hockey sur gazon. Il évolue au HC Tilburg, aux Pays-Bas et avec l'équipe nationale argentine.

## Carrière
- U21 de 2015 à 2016
- Débuts en équipe première en mars 2018 dans le cadre de la Sultan Azlan Shah Cup[1].

## Palmarès
- : 1er à la coupe d'Amérique des moins de 21 ans en 2016.